# Хамад Међедовић
Хамад Међедовић (Нови Пазар, 18. јул 2003) српски је тенисер. Најбољи пласман на АТП ранг-листи у појединачној конкуренцији остварио је 21. априла 2025. када је био 61. на свету.
Освојио је Завршни турнир следеће генерације 2023. У 2024. пласирао се у финале Отвореног првенства Београда те се тако први пут нашао у финалу неког турнира на АТП турнеји.

## Биографија
Рођен је 18. јула 2003. у бошњачкој породици у Новом Пазару. Први пут је упознао земљака Новака Ђоковића са девет или десет година, а први пут је тренирао са њим са 16 година, након чега је Ђоковић почео да пружа Међедовићу савете и финансијску подршку, покривајући све његове тениске трошкове.

## Каријера
Дебитовао је у главном жребу АТП-а на Отвореном првенству Београда 2021. након што је добио позивницу за главне жребове у синглу и дублу.
Међедовић је стигао до финала турнира Плацман-Сауерланд Опена 2022. као квалификант, елиминишући на том путу четвртог носиоца Марка Чекината и првог носиоца Николаса Јарија. Затим је победио у финалу Жанг Жижена из Кине за мање од сат времена, освојивши своју прву титулу у категорији челенџера.
Прву победу на АТП туру је забележио када је дебитовао у Дејвис купу победивши Виктора Дурасовића у мечу против Норвешке који је Србија победила са 4:0.
У марту 2023. године, Међедовић је освојио своју другу титулу на челенџерима на Кишкут опену након што је у финалу победио Нина Сердарушића.
У априлу 2023, добио је специјалну позивницу да учествује на АТП 250 турниру Српска опен у Бања Луци.

## Статистика

### Финала на АТП турнеји

#### Појединачно: 1 (1 пораз)
| Легенда              |
| -------------------- |
| Гренд слем (0)       |
| АТП мастерс 1000 (0) |
| АТП 500 (0)          |
| АТП 250 (1 пораз)    |

| Финала по подлози |
| ----------------- |
| Тврда (1 пораз)   |
| Шљака (0)         |
| Трава (0)         |

| Финала по месту одржавања |
| ------------------------- |
| Отворено (0)              |
| Дворана (1 пораз)         |

| Исход     | Бр. | Датум             | Турнир          | Подлога   | Противник       | Резултат     |
| --------- | --- | ----------------- | --------------- | --------- | --------------- | ------------ |
| Финалиста | 1.  | 9. новембар 2024. | Београд, Србија | Тврда (д) | Денис Шаповалов | 4 : 6, 4 : 6 |

### Финала турнира АТП финале следеће генерације

#### Појединачно: 1 (1 победа)
| Исход    | Бр. | Датум             | Турнир                  | Подлога   | Противник  | Резултат                                         |
| -------- | --- | ----------------- | ----------------------- | --------- | ---------- | ------------------------------------------------ |
| Победник | 1.  | 2. децембар 2023. | Џеда, Саудијска Арабија | Тврда (д) | Артур Филс | 3 : 4(6 : 8), 4 : 1, 4 : 2, 3 : 6(9 : 11), 4 : 1 |

### Финала на АТП челенџер турнеји и ИТФ светској тениској турнеји

#### Појединачно: 7 (7 победа)
| Легенда                                |
| -------------------------------------- |
| АТП челенџер турнеја (4 победе)        |
| ИТФ светска тениска турнеја (3 победе) |

| Исход    | Бр. | Датум              | Такмичење               | Подлога | Противник            | Резултат                   |
| -------- | --- | ------------------ | ----------------------- | ------- | -------------------- | -------------------------- |
| Победник | 1.  | 3. април 2022.     | Анталија, Турска        | Шљака   | Тимо Штодер          | 6 : 0, 6 : 1               |
| Победник | 2.  | 10. април 2022.    | Анталија, Турска        | Шљака   | Валентин Роаје       | 6 : 3, 6 : 2               |
| Победник | 3.  | 8. мај 2022.       | Улцињ, Црна Гора        | Шљака   | Алекс Марти Пухолрас | 6 : 1, 6 : 2               |
| Победник | 4.  | 3. јул 2022.       | Лиденшајд, Немачка      | Шљака   | Џанг Џиџен           | 6 : 1, 6 : 2               |
| Победник | 5.  | 19. март 2023.     | Секешфехервар, Мађарска | Шљака   | Нино Сердарушић      | 6 : 4, 6 : 3               |
| Победник | 6.  | 14. мај 2023.      | Маутхаузен, Аустрија    | Шљака   | Филип Мишолић        | 6 : 2, 6 : 7(5 : 7), 6 : 4 |
| Победник | 7.  | 3. септембар 2023. | Мајорка, Шпанија        | Тврда   | Харолд Мајо          | 6 : 2, 4 : 6, 6 : 2        |

#### Парови: 1 (1 победа)
| Легенда                      |
| ---------------------------- |
| АТП челенџер турнеја (0 : 0) |
| ИТФ фјучерси (1 : 0)         |

| Исход    | Бр. | Датум         | Такмичење                     | Подлога | Саиграч       | Противник                       | Резултат     |
| -------- | --- | ------------- | ----------------------------- | ------- | ------------- | ------------------------------- | ------------ |
| Победник | 1.  | 15. мај 2021. | Приједор, Босна и Херцеговина | Шљака   | Марко Тепавац | Стефан Мицов Ален Рогић Хаџалић | 6 : 1, 6 : 4 |